# 2890 Viljujszk
A 2890 Vilyujsk (ideiglenes jelöléssel 1978 SY7) a Naprendszer kisbolygóövében található aszteroida. Ljudmila Vasziljevna Zsuravljova fedezte fel 1978. szeptember 26-án.